# Sân bay quốc tế Pune
Sân bay quốc tế Pune (tiếng Marathi: पुणे आंतरराष्ट्रीय विमानतळ, लोहगाव) (IATA: PNQ, ICAO: VAPO) là một sân bay tọa lạc cách 10 km (6,2 mi) về phía đông bắc ở bang Maharashtra, Ấn Độ. Sân bay này được quản lý bởi Cục Sân bay Ấn Độ, dùng chung đường băng với Căn cứ không quân Lohegaon. Sân bay này trở thành quốc tế khi có các chuyến bay nối với Dubai và Singapore bởi hãng Indian. Những tuyến bay này sau đó bị hủy bỏ. Hiện có hai tuyến bay quốc tế với Pune, nối với Frankfurt bởi PrivatAir (vận hành cho Lufthansa), và Dubai bởi Air India Express.
Chính quyền bang Maharashtra đang có kế hoạch xây sân bay quốc tế mới.

## Dự án sân bay quốc tế Pune mới
Chính quyền ban đã lên kế hoạch xây một sân bay quốc tế Pune mới từ lâu, chính quyền Maharashtra đã giao trách nhiệm cho Công ty Phát triển sân bay Maharashtra (MADC) thực hiện các dự án sân bay quốc tế Pune. Các địa điểm trước đây có thể được chọn gồm các khu vực xung quanh Talegaon Dabhade và Saswad gần Pune. Khu vực hiện nay được xem xét nằm giữa Chakan và Rajgurunagar, cụ thể là xung quanh làng của Chandus và Shiroli cả hai nằm ở khoảng cách 40 km (25 dặm) từ Pune dọc theo đường cao tốc Pune - Nashik, quốc lộ 50. Sân bay quốc tế Pune mới sẽ hoạt động như một cửa ngõ phía tây Maharashtra Pune và để kết nối phần còn lại của thế giới.
Sân bay này sẽ chiếm diện tích 2.535 ha, do đó, nó sẽ từ một trong các sân bay rộng nhất ở Ấn Độ sau khi hoàn thành. Sân bay này sẽ có hai đường băng. Sau khi xây dựng sân bay mới từ Pune sẽ nhận được nhiều chuyến bay quốc tế.
MADC đã hiện yêu cầu đề xuất của chuyên gia tư vấn để tiến hành nghiên cứu khả thi kinh tế kỹ thuật, hỗ trợ trong việc có được chấp thuận theo luật định yêu cầu và cung cấp dịch vụ quản lý dự án. Sân bay này dự kiến sẽ bắt đầu vào năm 2011.

## Hãng hàng không và tuyến bay
| Hãng hàng không                  | Các điểm đến                                                  |
| -------------------------------- | ------------------------------------------------------------- |
| Air India                        | Bangalore, Delhi, Hyderabad                                   |
| Air India Express                | Dubai, Mumbai                                                 |
| GoAir                            | Delhi                                                         |
| IndiGo                           | Ahmedabad, Bangalore, Chennai, Delhi, Kolkata, Nagpur         |
| Jagson Airlines                  | Shirdi                                                        |
| Jet Airways                      | Bangalore, Chennai, Delhi, Hyderabad, Indore, Kolkata, Mumbai |
| JetLite                          | Delhi                                                         |
| Kingfisher Airlines              | Bangalore, Chennai, Delhi, Goa, Hyderabad, Indore, Nagpur     |
| Lufthansa cung ứng bởi PrivatAir | Frankfurt                                                     |
| SpiceJet                         | Bangalore, Chennai, Delhi, Kolkata, Jaipur                    |